# Стела «Город воинской славы» (Орёл)
Па́мятник-сте́ла «Го́род во́инской сла́вы» был открыт 8 мая 2010 года в городе Орле на бульваре Победы.

## История
История Орла неразрывно связана с обороной страны. Крепость Орёл была основана в 1566 году для охраны южных границ Русского царства.
В историю русско-польской войны 1609—1618 годов вошёл Орловский бой 1615 года.
Но наибольшую известность получили события Великой Отечественной войны. 23 июня 1941 года вся Орловская область была переведена на военное положение, началась мобилизация на фронт, предприятия города перевели на круглосуточную работу.
25 июня на Орёл совершён первый налёт вражеской авиации, а к 10:00 3 октября 1941 года немецкая 2-я танковая армия под командованием Гудериана подошла к южным окраинам города. В ходе Орловско-Брянской оборонительной операции для сдерживания войск противника в Орле был высажен батальон десантников 5-го воздушно-десантного корпуса, сразу ввязавшийся в бои с силами Вермахта, а другой батальон на аэродром Оптуха в 8 километрах северо-восточнее города. Почти все десантники-защитники города погибли, но стремительное наступление немцев к Москве удалось задержать.
Многие орловцы сражались с врагом в подполье и партизанских отрядах.

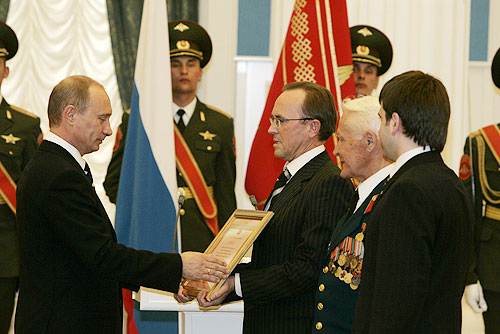
Торжественное вручение грамоты о присвоении звания «Город воинской славы»

Бои за свободу Орла вели и лётчики знаменитой эскадрильи Нормандия.
В ходе стратегической наступательной операции «Кутузов» утром 5 августа 1943 город Орёл освобождён советскими войсками, кадры военной хроники проезда советских танков по Московской улице обошли весь мир. В честь освобождения Орла в Москве был дан первый за всю войну салют, а Орёл получил почётное звание — город первого салюта.
К 35-летию Победы за мужество и стойкость, проявленные трудящимися города в годы Великой Отечественной войны, и за успехи, достигнутые в хозяйственном и культурном строительстве, указом Президиума Верховного совета СССР от 9 апреля 1980 года Орёл награждён орденом Отечественной войны I степени. А указом президента Российской Федерации № 560 от 27 апреля 2007 года городу Орлу присвоено почётное звание «Город воинской славы».
7 мая 2007 года в Кремле состоялась первая церемония вручения грамот о присвоении звания городам, в числе которых был Орёл.
В 2009 году поступила в обращение почтовая марка, а в 2011 году — 10-рублёвая памятная монета России из серии «Города воинской славы», посвящённые присвоению городу почётного звания. Ещё одним символом стал Меч Победы, вручённый Орлу, как и другим городам воинской славы, 9 июня 2022 года в зале Славы Музея Победы в парке Победы на Поклонной горе в Москве. Изготовленный в Златоусте меч покрыт золотом высшей 999,9 пробы и инкрустирован уральскими самоцветами — гранатами, символизирующими пролитую кровь, и голубыми топазами, которые считаются символом мира. Длина мечей составляет 1,2 метра, вес — более пяти килограммов. На клинке, украшенном растительным орнаментом, высечены знаменитые слова князя Александра Невского: «Кто с мечом к нам придет, тот от меча и погибнет». Ранее, в апреле 2015 года, аналогичные Мечи Победы были переданы на вечное хранение городам-героям.
В соответствии с Указом Президента РФ от 1 декабря 2006 года № 1340, в каждом городе, удостоенном этого высокого звания, устанавливается стела, посвящённая этому событию. 22 июля 2009 года Правительством Орловской области было принято распоряжение № 77-р «В целях исполнения статьи 2 Федерального закона от 9 мая 2006 года № 68-ФЗ…». Финансирование всех работ осуществлялось за счёт средств областного бюджета.
8 мая 2010 года торжественной церемонией состоялось открытие стелы, ставшее одним из центральных мероприятий празднования на Орловщине 65-летия Победы в Великой Отечественной войне.

## Описание и изображения
Архитектурно-скульптурное решение памятной стелы «Город воинской славы» утверждено Российским организационным комитетом «Победа» по результатам открытого всероссийского конкурса, в котором в 2008 году победил проект авторского коллектива в составе: Заслуженный архитектор России, действительный член Международной академии архитектуры И. Н. Воскресенский, архитекторы Г. А. Ишкильдина, В. В. Перфильев, Заслуженный художник России, член-корреспондент Российской академии художеств, скульптор С. А. Щербаков.
Памятник представляет собой колонну дорического ордера из бордового гранита высотой 10,35 метров, увенчанную позолоченным гербом Российской Федерации и установленную на широком постаменте в центре квадратной площади. С одной стороны расположена табличка с указом № 560 о присвоении городу почётного звания, а с другой — герб Орла.
Типовым проектом памятника предусмотрено сооружение вокруг колонны четырёх пилонов с бронзовыми скульптурными барельефами, изображающими основные события, в связи с которыми городу присвоено почётное звание. Однако в Орле пилоны устанавливать не стали, украсив соответствующими изображениями постамент колонны. По его сторонам расположены картуши, повествующие о знаменательных исторических моментах города Орла (основание города-крепости для защиты южных рубежей Московского государства; награждение города Орденом Отечественной войны I степени; разгром польских интервентов).

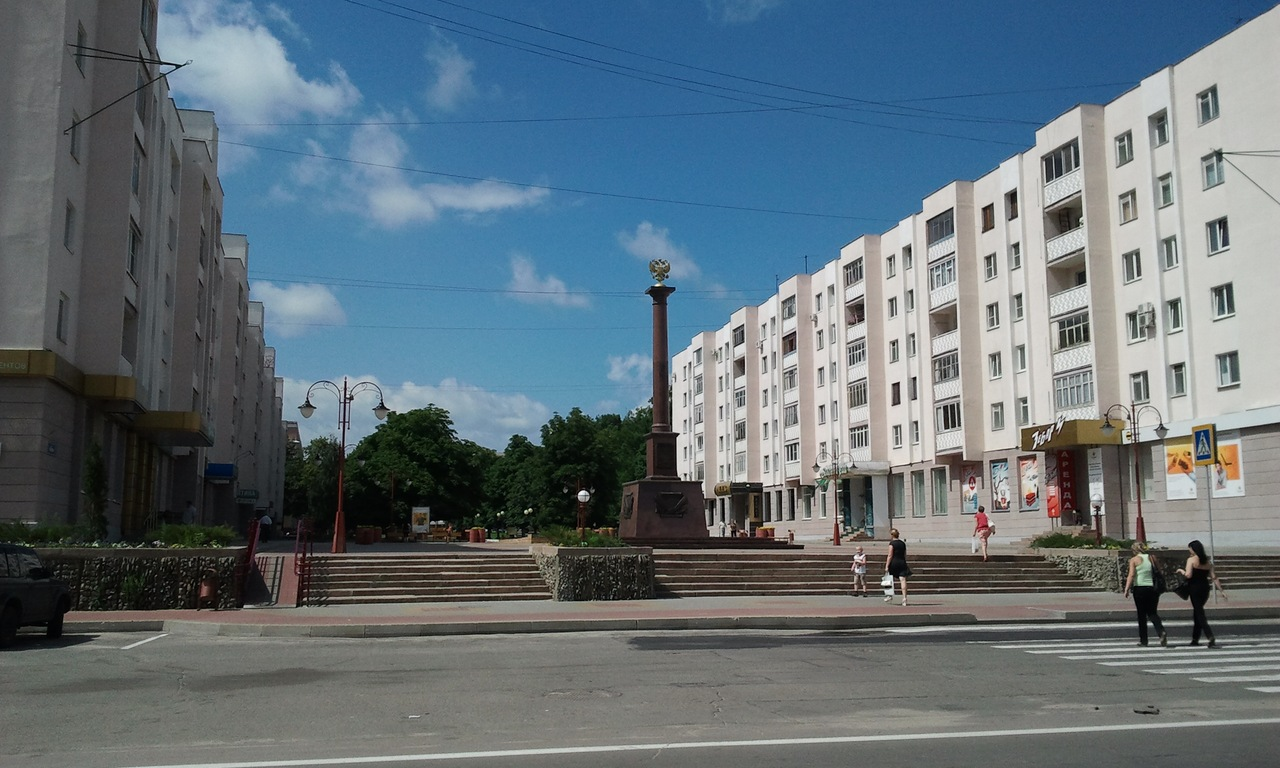
Общий вид
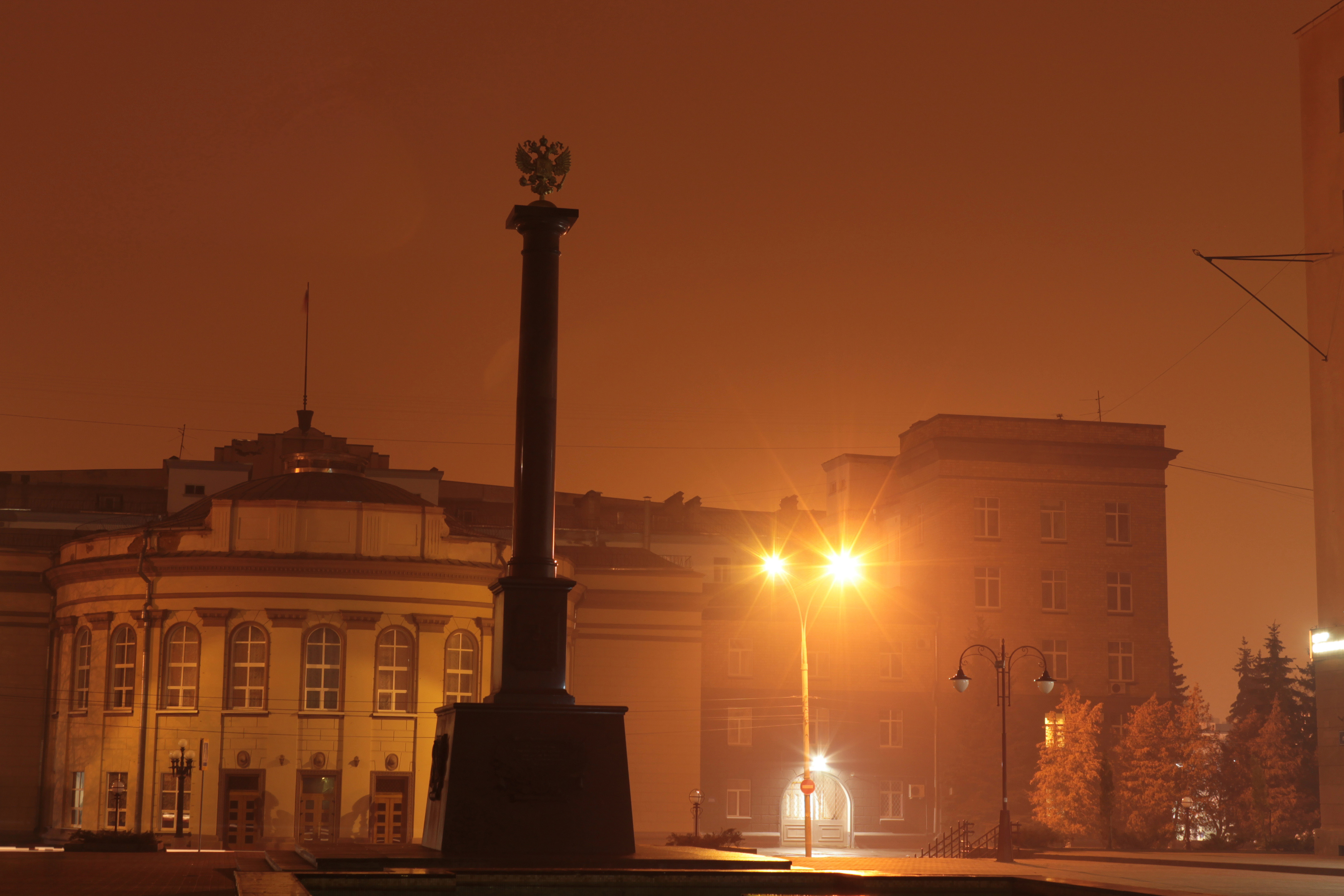
Ночной вид
Картуш на постаменте
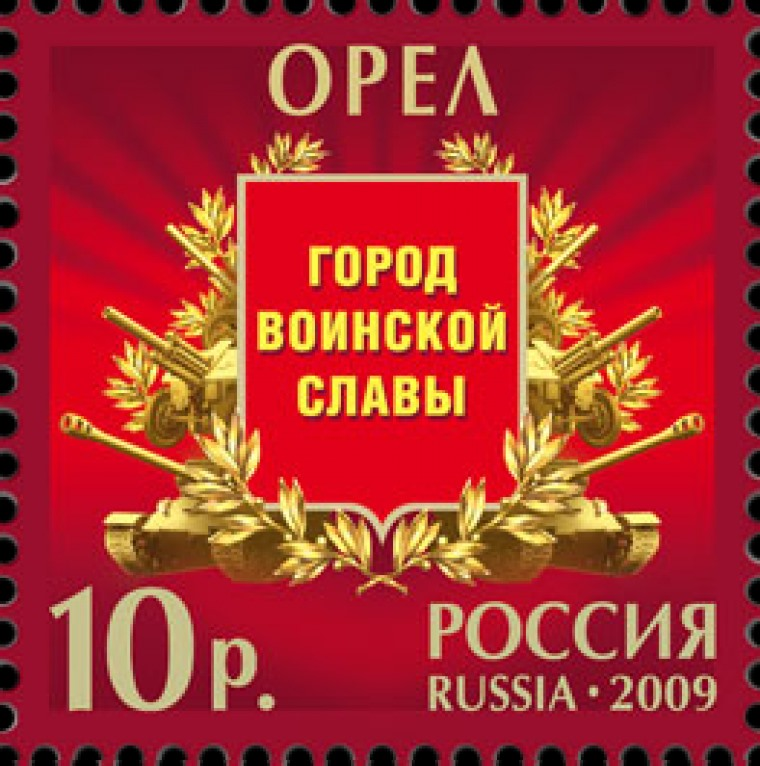
Почтовая марка, посвящённая Орлу
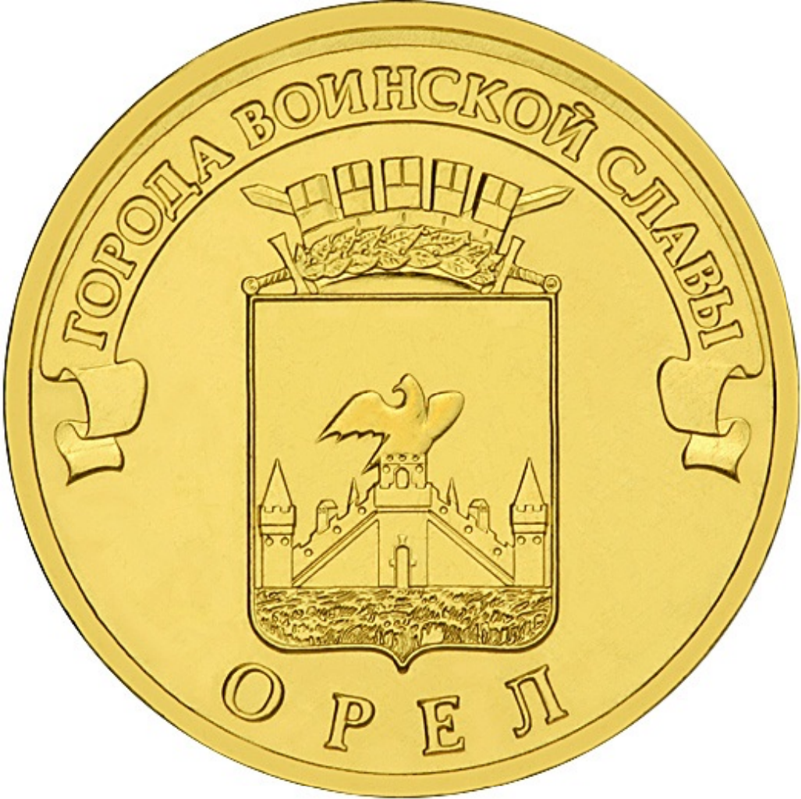
Изображение герба города воинской славы на монете